# Elof Signeul
Elof Signeul, född 5 januari 1770 i Göteborg, död 30 oktober 1835 i Hamburg, var en svensk diplomat, verksam huvudsakligen i Frankrike.
Han har beskrivits som "diplomaten med engagemang i två stater", med hänsyftning på hur han tog "engagerad och personlig ställning" för radikala falanger i franskt samhällsliv samtidigt som han lojalt tjänade den svenska kronan och var inblandad i Sveriges tronföljarpolitik.

## Diplomatkarriär
Elof Signeul var son till färgerifabrikören Fredrik Signeul och dennes hustru Rebecca. Efter skolgång i födelsestaden Göteborg blev han 1786 student vid Uppsala universitet, där han avlade filosofie kandidatexamen år 1789. Han anställdes vid legationskansliet i London år 1790 och kom året därpå till Paris, där han arbetade som sekreterare under ambassadör Erik Magnus Staël von Holstein. Han bidrog bland annat till utarbetandet av 1795 års förbund med Frankrike. År 1796 blev han svensk generalkonsul i Paris, från 1804 kallad handelsagent men i praktiken med konsuls funktion.
I Paris följde han den revolutionära politiken på nära håll och utvecklade goda kontakter inom, och personliga sympatier för, den radikala falang som var känd under namnet jakobinerna. År 1806 utvisades han från Paris, anklagad för spioneri av kejsar Napoleon Bonapartes regering, till synes på grund av dessa kontakter. Signeul hade, oaktat att han personligen var demokrat och övertygad republikan, goda förbindelser med kung Gustaf IV Adolf och uppfattades som fullt pålitlig av den svenska kronan.
Mellan 1806 och 1810 tjänstgjorde Signeul som handelsagent i Bern, men kunde efter Parisfreden återvända till Frankrike.
I inledningen av denna andra Parisvistelse bidrog han till valet av den franske marskalken Jean Baptiste Bernadotte som svensk tronföljare, sedermera krönt som kung Karl XIV Johan. Det var Signeul som organiserade "kungamakaren" Carl Otto Mörners första möte med den blivande svenske kungen, och han fortsatte sedan att stödja Bernadottes kandidatur genom kontakter både i Frankrike och i Sverige. Den nye tronföljaren tycks ha utvecklat ett stort förtroende för Signeul, som han bland annat gav ekonomiskt stöd och förlitade sig mycket på framöver.
Trots att Signeuls inblandning i tronföljarrekryteringen blev mycket framgångsrik fick hans karriär sig  en törn. Interna konflikter hade uppstått vid beskickningen, där ambassadör Gustaf Lagerbielke försökte komma åt sin rival genom att underminera hans ställning hos de franska myndigheterna. Affären slutade med att Lagerbielke avlägsnades, men Signeul, som hade begärts hemskickad av regeringen i Paris, tvingades byta roll. Han kunde kvarstanna i Paris, men nu i rollen som ombud för den nya kronprinsessan, Karl Johans maka Desideria.
Karl Johans omläggning av svensk utrikespolitik förde snart landet in i konflikt med Frankrike, och Signeul tvingades verka från Hamburg. Han samarbetade under denna tid nära med kronprinsen, sedermera kungen, som av naturliga skäl delade hans engagemang i fransk politik. Signeul kunde till sist återvända till Paris efter Napoleons störtande år 1814. Under 1815–16 som chargé d'affaires, alltså ambassadens chef. Hans nära band till fraktioner i fransk politik och motviljan mot den återupprättade franska monarkin bidrog emellertid till att göra hans ställning som diplomat omöjlig. I slutet av 1816 begärde den franska regeringen återigen att han skulle kallas hem, vilket skedde följande år.
Signeuls diplomatliv i Frankrike var därmed till ända, men kung Karl XIV Johan sörjde för att han gavs en god lön och kansliråds titel och kunde fortsätta som svenskt sändebud i Hamburg och Hansestäderna och från 1825 i Mecklenburg. Kungen erbjöd honom också adlig ställning, vilket han avböjde.
Signeul avled 1835 i Hamburg.

## Familj och släkt
Signeul stammade från en fransk släkt som sedan många år rotat sig i Sverige som guldsmeder och sedermera som färgerifabrikörer i Göteborg. Hans föräldrar var färgerifabrikören Fredrik Signeul och dennes hustru Rebecca, född Hellberg.
Han gifte sig själv två gånger, båda gånger med franska kvinnor. År 1802 vigdes han med Marie Henriette Décle, som avled 1814. Följande år gifte han sig med Marie Henriette Décle (1783–1863).